# Erupción del volcán Villarrica de 2015
La erupción del volcán Villarrica de 2015 fue una erupción volcánica ocurrida en Chile, que comenzó aproximadamente a las 02:30 hora local (UTC-3) del 3 de marzo de 2015.

## Antecedentes
El volcán Villarrica es un estratovolcán localizado en el límite de las provincias de Cautín, en la región de la Araucanía, y de Valdivia, en la región de Los Ríos, entre los lagos Villarrica y Calafquén. A sus pies se ubican poblados con importante afluencia turística, como la ciudad de Pucón, a sólo 15 kilómetros de su cima. Posee un cráter abierto de 200 metros de diámetro que contiene un lago de lava cuya profundidad varía de 100 a 1 metros, con una fumarola permanente y actividad explosiva débil persistente.
Es uno de los volcanes históricamente más activos de Sudamérica, considerado por el Servicio Nacional de Geología y Minería (Sernageomin) como el volcán más peligroso del país.
Desde 1558, se han producido al menos 19 erupciones en el Villarrica y, considerando aquellas no muy bien documentadas, podría alcanzar los 90 eventos. Sus erupciones históricas han variado desde efusivas a moderadamente explosivas (entre 0 y 3 en el índice de explosividad volcánica), pero el tipo más recurrente de actividad es la formación de lahares, muy destructivos y que han causado más de cien fatalidades durante el siglo XX, en las erupciones de 1908, 1948-49, 1963-64 y 1971.
Desde la madrugada del 5 de febrero, la señal sísmica de tremor continuo (asociada con el movimiento de fluidos al interior del edificio volcánico) aumentó paulatinamente, acompañada por la reaparición de incandescencia en el cráter principal del volcán, fenómeno que no se registraba desde junio de 2012.
Durante el 6 de febrero, la actividad sísmica del Villarrica continuó aumentando a valores no habituales, configurando una inestabilidad en la dinámica del sistema volcánico, por lo que Sernageomin decidió modificar el nivel de alerta volcánica, de verde a amarillo. A raíz de la ocurrencia de explosiones menores (con proyección esporádica de material con comportamiento balístico) y de emisiones débiles de cenizas, el organismo fijó un radio de un kilómetro alrededor del cráter como zona de alto peligro.
El aumento sostenido y con tendencia al alza de la actividad sísmica y superficial del Villarrica (un incremento de hasta tres veces en comparación con el escenario del 6 de febrero), llevó al Sernageomin a elevar la alerta técnica a nivel naranjo, en la jornada del 2 de marzo.

## Erupción
Desde las 02:30 hora local del 3 de marzo de 2015, la señal de tremor aumentó considerablemente, evidenciando un ciclo eruptivo de mayor envergadura, a la vez que el Sernageomin decretaba el nivel de alerta máximo, y recomendaba un radio de restricción de diez kilómetros alrededor del cráter.
Su fase más enérgica duró aproximadamente 55 minutos, caracterizada por una columna eruptiva que alcanzó entre seis y ocho kilómetros de altura (con dispersión de cenizas preferentemente hacia el este-noreste), y por una emisión vertical y constante de lava desde el cráter principal, de 1,5 kilómetros de altura.
La pluma de cenizas resultante se dispersó al sureste y se desplazó por cerca de 500 kilómetros, sin acumulación significativa de material particulado en la superficie ni impacto en la aeronavegación.
La eyección de material piroclástico alrededor del cráter fusionó parcialmente el casquete glaciar del Villarrica, generando lahares de baja magnitud que descendieron principalmente por los ríos Voipir, Correntoso, Zanjón Seco - Carmelito, Pedregosos y Turbio.
Al día siguiente, y pese a la ausencia tanto de fumarolas en el cráter como de sismicidad asociada a la dinámica interna del volcán, se registraron numerosos derrumbes de detritos.
Con el correr de los días, la actividad del macizo fue decayendo paulatinamente, condiciones suficientes para que Sernageomin bajara la alerta volcánica a nivel naranjo (junto a una reducción de cinco kilómetros de la zona de exclusión), el 6 de marzo, y luego a nivel amarillo, el 10 de marzo.
Desde las 20:56 hora local del 17 de marzo, se registraron numerosas explosiones estrombolianas débiles en el volcán, produciendo incandescencia nocturna y emisión de cenizas finas de forma regular. Ante esta nueva fase de excitación del sistema volcánico, Sernageomin decidió modificar nuevamente la alerta técnica a nivel naranjo. La vigorosa actividad superficial continuó su tendencia al alza hasta fin de mes.
A las 19:20 y 19:22 hora local del 23 de abril, se registraron dos sismos de consideración en las inmediaciones del Villarrica. Fueron de tipo volcano-tectónicos (asociados a fractura de roca a nivel superficial), y el mayor de ambos alcanzó una magnitud de 3,0 en la escala sismológica de Richter, a 4,6 kilómetros al este del cráter principal, y a 3,9 kilómetros de profundidad. Sin embargo, no se registraron réplicas, y la señal de tremor no mostró variaciones.
Gracias a datos obtenidos por estaciones del sistema global de navegación por satélite, desde el 7 de mayo se observó una fuente de deformación inflacionaria (o levantamiento de la corteza terrestre) del orden de 1,75 cm/mes, en el flanco sureste del edificio volcánico.
El descenso sostenido de la actividad sísmica y la tendencia a la estabilidad del proceso de deformación, permitieron a Sernageomin bajar nuevamente la alerta técnica a nivel amarillo el 8 de junio. Finalmente, el 1 de diciembre el organismo decretó la alerta verde, sugiriendo una restricción de acceso preventiva en un radio de 500 metros desde el centro del cráter.
En este ciclo eruptivo, el volcán Villarrica emitió cinco millones de metros cúbicos de ceniza volcánica, lo que equivale a llenar dos mil piscinas olímpicas.

## Consecuencias
Dada la amenaza a la seguridad de las personas, la Oficina Nacional de Emergencia del Ministerio del Interior (Onemi) decretó la madrugada del 3 de marzo la alerta roja para las comunas de Villarrica, Pucón y Curarrehue, en la región de la Araucanía, y en la comuna de Panguipulli, en la región de Los Ríos. El organismo ordenó también la evacuación inmediata de los poblados dentro de la zona de exclusión de diez kilómetros alrededor del cráter del Villarrica, con especial atención a los cursos fluviales que nacen desde lo alto del volcán.
Hacia el mediodía, Onemi mantuvo la alerta roja solo en la zona de exclusión, en tanto que en la periferia la alerta bajó a nivel amarillo.
Fueron evacuadas 5385 personas de la zona de alto riesgo: 3000 en Panguipulli, 2100 en Pucón y 285 en Villarrica. A raíz de los cambios tanto en los niveles de alerta como en la zona de exclusión, el regreso de los evacuados a sus hogares fue relativamente rápido.
Las clases en las comunas de Villarrica, Pucón y Curarrehue, además de la localidad de Coñaripe en la comuna de Panguipulli, fueron suspendidas y retomadas los días 6 y 9 de marzo.
En cuanto a conectividad, las rutas Villarrica - Lican Ray, Lican Ray - Coñaripe, Villarrica - Freire, Loncoche - Villarrica y Pucón - Villarrica, todas aledañas al macizo, permanecieron interrumpidas preventivamente. Por su parte, el paso fronterizo Mamuil Malal prohibió temporalmente el ingreso hacia Chile.
Dos puentes en los sectores de El Cerdúo Alto y El Cerdúo Bajo resultaron dañados, tras el paso de un lahar por el río Turbio, dejando aisladas a alrededor de 45 familias.
1800 clientes del sector Ñancul, en la comuna de Villarrica, fueron afectados por un corte intempestivo del suministro de agua potable, producto de la turbiedad presente en el río Voipir, que abastece a la zona.
A la vez que Sernageomin, el 1 de diciembre Onemi declaró alerta temprana preventiva en las comunas afectadas.